# توم موريسون (لاعب اتحاد الرغبي)
توم موريسون (بالإنجليزية: Tom Morrison)‏ هو لاعب اتحاد الرغبي نيوزيلندي، ولد في 28 يوليو 1913 في غيسبورن ‏ في نيوزيلندا، وتوفي في 31 أغسطس 1985 في ويلينغتون في نيوزيلندا.